# 64 Dywizja Piechoty (III Rzesza)
64 Dywizja Piechoty(niem. 64. Infanterie-Division) – niemiecka dywizja z czasów II wojny światowej, sformowana na mocy rozkazu z 26 czerwca 1944, w 27. fali mobilizacyjnej na poligonie Wahn w VI Okręgu Wojskowym.

## Dowódca dywizji
- gen. mjr Knut Eberding (5 VII 1944 – 2 XI 1944)

## Struktura organizacyjna
Skład w czerwcu 1944:
- 1037 pułk grenadierów
- 1038 pułk grenadierów
- 1039 pułk grenadierów
- 164 pułk artylerii
- 164 batalion pionierów
- 64 batalion fizylierów
- 164 kompania przeciwpancerna
- 164 oddział łączności
- 164 batalion rezerwowy